# Mont Whymper (Edward)
|  | No s'ha de confondre amb Mont Whymper (Frederick). |

El mont Whymper, 2.844 msnm, és una muntanya de les Rocoses canadenques, situada a l'àrea del pas de Vermilion a la Columbia Britànica.
El seu nom és en honor del seu primer ascensionista, l'alpinista i explorador anglès Edward Whymper.
El 1901, Whymper i els seus quatre guies (Joseph Bossoney, Christian Kaufmann, Christian Klucker, i James Pollinger) van fer la primera ascensió del mont Whymper, que va ser rebatejat amb el seu nom (abans fou anomenat com mont Lefroy), en el curs de les seves exploracions per compte de la Canadian Pacific Railway (CPR) per promoure la Muntanyes Rocoses del Canadà i el ferrocarril en les seves conferències.

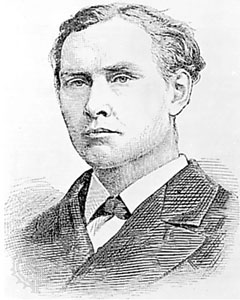
Edward Whymper, gravat de 1881

De manera confonedora, el seu germà Frederic Whymper també té una muntanya, a l'illa de Vancouver (Columbia Britànica), que porta el seu nom mont Whymper, de 1539 msnm (48° 57′ 04″ N, 124° 09′ 43″ O / 48.95111°N,124.16194°O).